# Regiunea Liov
Liov (în ucraineană Львівська область, transliterat: Lvivska oblast) este o regiune din Ucraina. Capitala sa este orașul Liov.

## Demografie
Componența lingvistică a regiunii Liov
     Ucraineană (95,32%)
     Rusă (3,77%)
     Alte limbi (0,12%)
Conform recensământului din 2001, majoritatea populației regiunii Liov era vorbitoare de ucraineană (95,32%), existând în minoritate și vorbitori de rusă (3,77%).